# Epicypta ornatipennis
Epicypta ornatipennis är en tvåvingeart som först beskrevs av Toyohi Okada 1939.  Epicypta ornatipennis ingår i släktet Epicypta och familjen svampmyggor. Inga underarter finns listade i Catalogue of Life.